# Spanyol labdarúgó-bajnokság (másodosztály)
A spanyol labdarúgó-bajnokság másodosztálya, a 2023–2024-as szezontól LaLiga Hypermotion, a spanyol labdarúgás második legmagasabb osztálya. Hasonlóan a LaLiga EA Sports FChez, ezt is 1929-ben alapították. Jelenleg 22 csapat alkotja. A „címvédő” a Granada CF.

## Jelenlegi résztvevők
| - Albacete - Alcorcón - Espanyol - Eldense - Cartagena - Racing Ferrol - Zaragoza - Elche - FC Andorra - Amorebieta - Burgos |  | - Huesca - Levante - Leganés - Racing Santander - Real Oviedo - Sporting Gijón - Mirandéa - Tenerife - Valladolid - Villarreal B - Eibar |

### Feljutott az első osztályba
- Granada CF1.
- UD Las Palmas 2.
- Levante UD3.

### Kiesett az első osztályból
- RCD Espanyol 18.
- Real Valladolid 19.
- Elche CF 20.

### Kiesett a harmadosztályba
- SD Ponferradina 19.
- Málaga CF 20.
- Ibiza UD 21.
- CD Lugo 22.

### Feljutott a harmadosztályból
- Racing Ferrol
- Amorebieta
- CD Eldense
- Alcorcón

## Stadionok
| Hazai csapat   | Stadion                   | Beofgadóképesség |
| -------------- | ------------------------- | ---------------- |
| Betis          | Manuel Ruiz de Lopera     | 51 309           |
| Elche          | Manuel Martínez Valero    | 38 750           |
| Celta Vigo     | Balaídos                  | 32 500           |
| Las Palmas     | Gran Canaria              | 32 500           |
| Valladolid     | José Zorrilla             | 26 512           |
| Tenerife       | Heliodoro Rodríguez López | 24 000           |
| Recreativo     | Nuevo Colombino           | 21 670           |
| Xerez CD       | Chapín                    | 20 300           |
| Salamanca      | El Helmántico             | 17 341           |
| Albacete       | Carlos Belmonte           | 17 300           |
| Granada        | Los Cármenes              | 16 612           |
| Córdoba        | Nuevo Arcángel            | 15 425           |
| FC Barcelona B | Mini Estadi               | 15 276           |
| Cartagena      | Cartagonova               | 15 105           |
| Rayo Vallecano | Teresa Rivero             | 15 000           |
| Gimnàstic      | Nou Estadi                | 14 500           |
| Numancia       | Los Pajaritos             | 10 200           |
| Girona         | Montilivi                 | 9 200            |
| Ponferradina   | El Toralín                | 8 200            |
| Huesca         | El Alcoraz                | 8 000            |
| Villarreal B   | Ciudad Deportiva          | 5 000            |
| Alcorcón       | Santo Domingo             | 3 000            |

## Az eddigi szezonok
| Szezon    | Győztes                                                                     | Második helyezett                                                                    | Egyéb feljutó csapatok                       |
| --------- | --------------------------------------------------------------------------- | ------------------------------------------------------------------------------------ | -------------------------------------------- |
| 1929      | Sevilla (nem jutott fel)                                                    | Real Zaragoza (nem jutott fel)                                                       |                                              |
| 1929–30   | Alavés                                                                      | Sporting Gijon (nem jutott fel)                                                      |                                              |
| 1930–31   | Valencia                                                                    | Sevilla (nem jutott fel)                                                             |                                              |
| 1931–32   | Real Betis                                                                  | Real Oviedo (nem jutott fel)                                                         |                                              |
| 1932–33   | Real Oviedo                                                                 | Atlético Madrid (nem jutott fel)                                                     |                                              |
| 1933–34   | Sevilla FC                                                                  | Atlético Madrid                                                                      |                                              |
| 1934–35   | Hércules CF                                                                 | CA Osasuna                                                                           |                                              |
| 1935–36   | Celta de Vigo                                                               | Real Zaragoza                                                                        |                                              |
| 1939–40   | Real Murcia                                                                 | Deportivo                                                                            |                                              |
| 1940–41   | Granada                                                                     | Real Sociedad                                                                        | Castellón és Deportivo                       |
| 1941–42   | Real Betis                                                                  | Real Zaragoza                                                                        |                                              |
| 1942–43   | CE Sabadell                                                                 | Real Sociedad                                                                        |                                              |
| 1943–44   | Sporting de Gijón                                                           | Real Murcia                                                                          |                                              |
| 1944–45   | CD Alcoyano                                                                 | Hércules CF                                                                          | Celta de Vigo                                |
| 1945–46   | CE Sabadell                                                                 | Deportivo de La Coruña                                                               |                                              |
| 1946–47   | Alcoyano                                                                    | Gimnàstic                                                                            | Real Sociedad                                |
| 1947–48   | Real Valladolid                                                             | Deportivo de La Coruña                                                               |                                              |
| 1948–1949 | Real Sociedad                                                               | CD Málaga                                                                            |                                              |
| Szezon    | Az északi csoport győztese                                                  | A déli csoport győztese                                                              | Egyéb feljutó csapatok                       |
| 1949–50   | Racing de Santander                                                         | CD Alcoyano                                                                          | UE Lleida és Real Murcia                     |
| 1950–51   | Sporting                                                                    | Moghreb Athletic Tétouan                                                             | Real Zaragoza és Las Palmas                  |
| 1951–52   | Real Oviedo                                                                 | CD Málaga                                                                            |                                              |
| 1952–53   | CA Osasuna                                                                  | Real Jaén                                                                            |                                              |
| 1953–54   | Deportivo Alavés                                                            | UD Las Palmas                                                                        | Hércules CF és CD Málaga                     |
| 1954–55   | Cultural y Deportiva Leonesa                                                | Real Murcia                                                                          |                                              |
| 1955–56   | CA Osasuna                                                                  | Real Jaén                                                                            | Real Zaragoza and CD Condal                  |
| 1956–57   | Sporting de Gijón                                                           | Granada CF                                                                           |                                              |
| 1957–58   | Real Oviedo                                                                 | Real Betis                                                                           |                                              |
| 1958–59   | Real Valladolid                                                             | Elche CF                                                                             |                                              |
| 1959–60   | Racing de Santander                                                         | RCD Mallorca                                                                         |                                              |
| 1960–61   | CA Osasuna                                                                  | CD Tenerife                                                                          |                                              |
| 1961–62   | Deportivo de La Coruña                                                      | Córdoba                                                                              | al Valladolid és CD Málaga                   |
| 1962–63   | Pontevedra                                                                  | Real Murcia                                                                          | Levante és RCD Espanyol                      |
| 1963–64   | Deportivo de La Coruña                                                      | UD Las Palmas                                                                        |                                              |
| 1964–65   | Pontevedra                                                                  | Mallorca                                                                             | Sabadell és CD Málaga                        |
| 1965–66   | Deportivo de La Coruña                                                      | Hércules CF                                                                          | Granada CF                                   |
| 1966–67   | Real Sociedad                                                               | CD Málaga                                                                            | Real Betis                                   |
| 1967–68   | Deportivo de La Coruña                                                      | Granada CF                                                                           |                                              |
| Szezon    | Győztes                                                                     | Második                                                                              | Egyéb feljutó csapatok                       |
| 1968–69   | Sevilla FC                                                                  | Celta de Vigo                                                                        | RCD Mallorca                                 |
| 1969–70   | Sporting de Gijón                                                           | CD Málaga                                                                            | RCD Espanyol                                 |
| 1970–71   | Real Betis                                                                  | Burgos CF                                                                            | Deportivo de La Coruña and Córdoba CF        |
| 1971–72   | Real Oviedo                                                                 | CD Castellón                                                                         | Real Zaragoza                                |
| 1972–73   | Real Murcia                                                                 | Elche CF                                                                             | Racing de Santander                          |
| 1973–74   | Real Betis                                                                  | Hércules CF                                                                          | UD Salamanca                                 |
| 1974–75   | Real Oviedo                                                                 | Racing de Santander                                                                  | Sevilla FC                                   |
| 1975–76   | Burgos CF                                                                   | Celta de Vigo                                                                        | CD Málaga                                    |
| 1976–77   | Sporting de Gijón                                                           | Cádiz CF                                                                             | Rayo Vallecano                               |
| 1977–78   | Real Zaragoza                                                               | Recreativo                                                                           | Celta de Vigo                                |
| 1978–79   | Almería CF                                                                  | CD Málaga                                                                            | Real Betis                                   |
| 1979–80   | Real Murcia                                                                 | Real Valladolid                                                                      | CA Osasuna                                   |
| 1980–81   | CD Castellón                                                                | Cádiz CF                                                                             | Racing de Santander                          |
| 1981–82   | Celta de Vigo                                                               | UD Salamanca                                                                         | CD Málaga                                    |
| 1982–83   | Real Murcia                                                                 | Cádiz CF                                                                             | RCD Mallorca                                 |
| 1983–84   | Castilla CF (mivel a klub a Real Madrid tartalékcsapata, nem juthatott fel) | Bilbao Athletic (mivel a klub az Athletic Bilbao tartalékcsapata, nem juthatott fel) | Hércules CF, Racing de Santander és Elche CF |
| 1984–85   | UD Las Palmas                                                               | Cádiz CF                                                                             | Celta de Vigo                                |
| 1985–86   | Real Murcia                                                                 | CE Sabadell                                                                          | RCD Mallorca                                 |
| 1986–87   | Valencia CF                                                                 | CD Logroñés                                                                          | Celta de Vigo                                |
| 1987–88   | CD Málaga                                                                   | Elche CF                                                                             | Real Oviedo                                  |
| 1988–89   | Castellón                                                                   | Rayo Vallecano                                                                       | Mallorca és Tenerife                         |
| 1989–90   | Burgos CF                                                                   | Real Betis                                                                           | RCD Espanyol                                 |
| 1990–91   | Albacete Balompié                                                           | Deportivo de La Coruña                                                               |                                              |
| 1991–92   | Celta de Vigo                                                               | Rayo Vallecano                                                                       |                                              |
| 1992–93   | UE Lleida                                                                   | Real Valladolid                                                                      | Racing de Santander                          |
| 1993–94   | RCD Espanyol                                                                | Real Betis                                                                           | SD Compostela                                |
| 1994–95   | Mérida UD                                                                   | Rayo Vallecano                                                                       | UD Salamanca                                 |
| 1995–96   | Hércules CF                                                                 | CD Logroñés                                                                          | CF Extremadura                               |
| 1996–97   | Mérida UD                                                                   | UD Salamanca                                                                         | RCD Mallorca                                 |
| 1997–98   | Deportivo Alavés                                                            | CF Extremadura                                                                       | Villarreal CF                                |
| 1998–99   | Málaga CF                                                                   | Atlético Madrid B (mivel az Atlético Madrid tartalékcsapata, nem juthatott fel)      | Numancia, Sevilla és Rayo Vallecano          |
| 1999–00   | UD Las Palmas                                                               | CA Osasuna                                                                           | Villarreal CF                                |
| 2000–01   | Sevilla FC                                                                  | Real Betis                                                                           | CD Tenerife                                  |
| 2001–02   | Atlético Madrid                                                             | Racing                                                                               | Recreativo                                   |
| 2002–03   | Real Murcia                                                                 | Real Zaragoza                                                                        | Albacete Balompié                            |
| 2003–04   | Levante UD                                                                  | CD Numancia                                                                          | Getafe CF                                    |
| 2004–05   | Cádiz CF                                                                    | Celta de Vigo                                                                        | Deportivo Alavés                             |
| 2005–06   | Recreativo                                                                  | Gimnàstic                                                                            | Levante                                      |
| 2006–07   | Real Valladolid                                                             | UD Almería                                                                           | Real Murcia                                  |
| 2007–08   | CD Numancia                                                                 | Málaga CF                                                                            | Sporting de Gijón                            |
| 2008–09   | CD Tenerife                                                                 | Xerez CD                                                                             | Real Zaragoza                                |
| 2009–10   | Real Sociedad                                                               | Hércules CF                                                                          | Levante UD                                   |

## Külső hivatkozások
- A liga honlapja (spanyolul)
- A Liga BBVA statisztikái (angolul)